# Wally Funk
Mary Wallace Funk, più conosciuta come Wally Funk (Las Vegas, 1º febbraio 1939), è un'aviatrice e astronauta statunitense, nota per essere stata la prima donna investigatrice della sicurezza aerea per il National Transportation Safety Board, la prima donna istruttrice di volo civile, la prima donna ispettore della Federal Aviation Administration, una delle Mercury 13 e la donna più anziana ad essere mai stata nello spazio.

## Biografia
Wally Funk è nata a Las Vegas, Nuovo Messico, nel 1939. Da bambina era affascinata dagli aerei e quando aveva un anno i suoi genitori la portarono in visita in un aeroporto e lei si avvicinò a un Douglas DC-3 (uno dei primi aerei di linea), dicendo: "Vado dritto alla ruota e provo a girare il dado". Da lì in poi si interessò alla meccanica e costruì modellini di aeroplani e navi. All'età di sette anni costruiva aerei in legno di balsa.  A nove anni ha avuto la sua prima lezione di volo.
Da studentessa delle superiori, Wally Funk voleva seguire corsi come disegno meccanico e meccanica automobilistica, ma poiché era una ragazza, le era permesso di seguire solo corsi come economia domestica; così lasciò il liceo all'età di 16 anni ed entrò allo Stephens College di Columbia. Ed in seguito divenne membro dei "Flying Susies".
Si è laureata nel 1958 con la sua licenza di pilota e un grado di Associate of Arts.

### Vita Privata
Wally Funk attualmente vive a Roanoke, in Texas. Le piace lo sport e il restauro di automobili antiche, con una collezione che include una Hooper Silver Wraith del 1951.
Ha oltre 18.600 ore di volo e fino a giugno 2019 ha volato ogni sabato come istruttrice di aviazione.

## Carriera nell'aviazione
A 20 anni, Wally Funk era diventata un'aviatrice professionista.  Il suo primo lavoro fu a Fort Sill, in Oklahoma, come istruttore di volo civile di sottufficiali e incaricati dell'esercito degli Stati Uniti. Nell'autunno del 1961, accettò un lavoro come istruttore di volo certificato, charter e pilota capo presso una compagnia di aviazione a Hawthorne, in California.
Funk ha ottenuto il suo punteggio di trasporto aereo nel 1968, la 58ª donna negli Stati Uniti a farlo. Ha fatto domanda per tre compagnie aeree commerciali ma, come altre donne pilota qualificate, è stata respinta a causa del suo genere.
Nel 1971 ottenne la qualifica di ispettore di volo dalla Federal Aviation Administration (FAA), diventando la prima donna a completare il corso della FAA General Aviation Operations Inspector Academy, che include la certificazione del pilota e le procedure di test di volo, la gestione degli incidenti e le violazioni.  Ha lavorato per quattro anni con la FAA come esaminatore sul campo, prima donna a farlo. Nel 1973 è stata promossa a FAA SWAP (Systems Worthiness Analysis Program) come specialista, prima donna negli Stati Uniti a ricoprire questa posizione. Alla fine di novembre 1973, Wally entrò di nuovo all'Accademia della FAA per seguire corsi che coinvolgevano le imprese di aerotaxi, charter e noleggio di aerei.
Nel 1974 fu assunta dal National Transportation Safety Board (NTSB) come prima donna ricercatrice sulla sicurezza aerea. Funk ha indagato su 450 incidenti, che vanno da un probabile attentato mafioso a un incidente mortale in un obitorio. Scoprendo, ad esempio, che le persone che muoiono in piccoli incidenti aerei spesso si vedono strappati via gioielli, scarpe e vestiti dall'impatto.
Contemporaneamente ha partecipato a molte gare aeree. Si è classificata ottava nella 25ª gara annuale del Powder Puff Derby, sesta nella Pacific Air Race e ottava nella Palms to Pines Air Race. Il 16 agosto 1975 si è classificata seconda nella Palms to Pines All Women Air Race da Santa Monica, California ed a Independence, Oregon. Il 4 ottobre 1975, volando con la sua Citabria rossa e bianca, Wally vinse la Pacific Air Race da San Diego a Santa Rosa, in California, contro 80 concorrenti partecipanti.
Si ritirò dal suo incarico di investigatore sulla sicurezza aerea nel 1985 dopo aver prestato servizio per 11 anni. Fu quindi nominata consigliere per la sicurezza della FAA. Nel 1986, è stata l'oratrice chiave per gli Stati Uniti al World Aviation Education and Safety Congress. Nel 1987, Funk è stata nominata capo pilota presso l'Emery Aviation College, Greeley, Colorado, supervisionando l'intero programma di volo per 100 studenti, da privati a istruttori di volo multimotore ed elicotteri.
Wally Funk è stata capo pilota per cinque scuole di aviazione in tutto il paese. Ad oggi, come istruttore di volo professionista, ha portato da sola più di 700 studenti e ha guidato 3.000 piloti privati, commerciali, multimotore, idrovolanti, alianti, strumentali, CFI, Al e di trasporto aereo.

## Carriera spaziale

### Mercury 13
Nel febbraio 1961 Wally Funk si offrì volontaria per il programma "Women in Space". Il programma era gestito da William Randolph Lovelace, anche se mancava la sponsorizzazione ufficiale del governo. Funk contattò Lovelace, descrivendo in dettaglio la sua esperienza e i suoi successi nell'aviazione. E così, nonostante fosse più giovane della fascia d'età di reclutamento di 25-40 anni, fu invitata a partecipare. Furono invitate venticinque donne, tra cui Wally Funk, che a 21 anni era la più giovane. Ma di queste solo 13 superarono le selezioni; e i media dell'epoca soprannominarono il gruppo " Mercury 13 ", in riferimento al Mercurio 7.
Come le altre partecipanti al programma, Wally Funk fu sottoposta a rigorosi test fisici e mentali. In un test, le volontarie furono poste in vasche di deprivazione sensoriale e Wally rimase nella vasca, senza allucinazioni, per 10 ore e 35 minuti, stabilendo un record. Essa superò i test e fu qualificata per andare nello spazio. Il suo punteggio era il terzo migliore nel programma Mercury 13. Nonostante ciò, il programma venne cancellato prima che le donne potessero sottoporsi agli ultimi controlli.

### Blue Origin
Il 1º luglio 2021, Blue Origin ha annunciato che Wally Funk avrebbe volato sul primo volo New Shepard con passeggeri, come una dei quattro a bordo. Con lei erano presenti: Jeff Bezos, suo fratello Mark Bezos e il diciottenne Oliver Daemen dai Paesi Bassi, che è diventato il più giovane astronauta della storia. Dopo il volo, avvenuto con successo il 20 luglio 2021, con un'età di 82 anni, Wally Funk è diventata la persona più anziana nello spazio, riuscendo a superare il precedente record di John Glenn che volò nello spazio all'età di 77 anni, nel 1998 (a bordo del STS-95).